# Moesha
Moesha è una serie televisiva statunitense in 127 episodi trasmessi per la prima volta nel corso di 6 stagioni dal 1996 al 2001 su UPN.
È una sitcom incentrata sulle vicende di Moesha Mitchell (interpretata dalla cantante R&B Brandy Norwood), una studentessa delle scuole superiori che vive con la sua famiglia a Leimert Park a Los Angeles.
In Italia la serie viene trasmessa dal 24 dicembre 2024 su Canale 8 a partire dalla terza stagione in prima visione assoluta.

## Trama
La serie si concentra sulla vita dei Mitchell, una famiglia afro-americana della classe media con una delle figlie, Moesha, quale protagonista centrale. Suo padre Frank, un vedovo e impiegato in una concessionaria d'auto (in seguito proprietario della stessa), ha sposato Dee, vice-preside della scuola che frequenta Moesha, con grande sgomento di quest'ultima. 
La serie affronta reali problematiche sociali come gravidanze precoci, uso di droghe, relazioni inter-razziali, sesso prematrimoniale, la morte di un genitore, tutte questioni affrontate sia a casa che a scuola. In uno degli episodi più controversi, Secrets and Lies, la famiglia Mitchell scopre dalla zia di Frank, Hattie, che egli è il padre biologico di Dorian, che i Mitchell (e lo stesso Dorian) avevano sempre considerato invece come il nipote. La notizia scioccante dell'infedeltà di Frank durante il suo primo matrimonio trasforma la famiglia e provoca la ribellione di Dorian e l'allontanamento di Moesha dalla casa.

## Personaggi e interpreti

### Personaggi principali
- Moesha Mitchell (127 episodi, 1996-2001), interpretata da Brandy Norwood.
- Frank Mitchell (127 episodi, 1996-2001), interpretato da William Allen Young.
- Myles Mitchell (127 episodi, 1996-2001), interpretato da Marcus T. Paulk.
- Hakeem Campbell (127 episodi, 1996-2001), interpretato da Lamont Bentley.
- Niecy Jackson (122 episodi, 1996-2001), interpretata da Shar Jackson.
- Dee Mitchell (112 episodi, 1996-2001), interpretata da Sheryl Lee Ralph.
- Andell Wilkerson (105 episodi, 1996-2000), interpretata da Yvette Wilson.
- Kimberly Ann Parker (83 episodi, 1996-1999), interpretata da Countess Vaughn.
- Quinton 'Q' Brooks (53 episodi, 1996-2000), interpretato da Fredro Starr.
- Dorian 'D-Money' Long (48 episodi, 1996-2001), interpretato da Ray J.

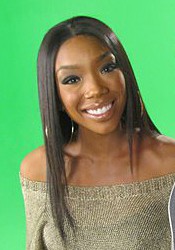
Brandy Norwood (2011)
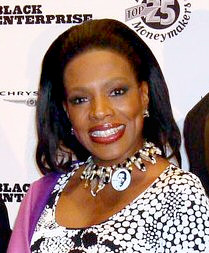
Sheryl Lee Ralph (2008)
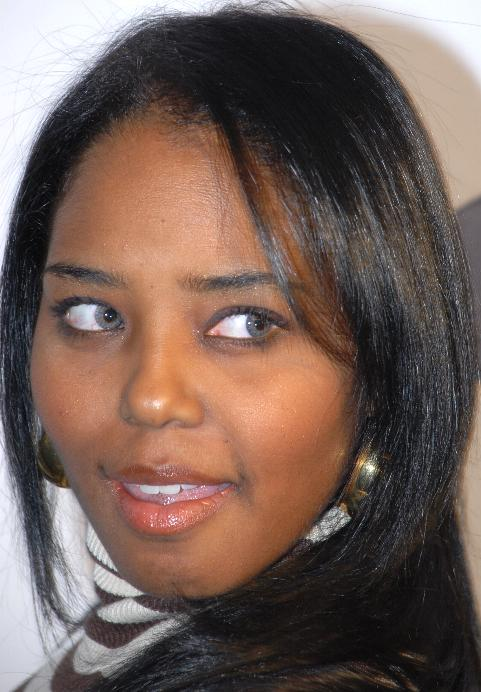
Shar Jackson (2007)
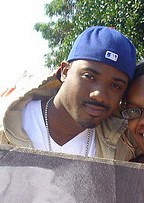
Ray J (2008)

### Personaggi secondari
- Nice (13 episodi, 1999-2001), interpretato da Derrelle Owens.
- Alicia (12 episodi, 1999-2001), interpretata da Alexis Fields.
- Zio Bernie (11 episodi, 1996-2000), interpretato da Bernie Mac.
- Jerome (9 episodi, 2000-2001), interpretato da Lahmard J. Tate.
- Antonio (8 episodi, 1998-1999), interpretato da Jon Huertas.
- J.W. (6 episodi, 1996-1998), interpretato da Ricky Harris.
- Ohagi (5 episodi, 1996-1999), interpretato da Merlin Santana.
- Michael (5 episodi, 1996-1997), interpretato da Antwon Tanner.
- Coach Vines (5 episodi, 1996-1997), interpretato da Dwight Woody.
- Haley Dillard (5 episodi, 1997), interpretato da Dru Mouser.
- Bernetta Campbell (4 episodi, 1996-1999), interpretata da JoMarie Payton.
- Freddie (4 episodi, 1996-1997), interpretato da Christian Coleman.
- R.C. (4 episodi, 1997-2001), interpretato da Clifton Powell.
- Mary Ellen (4 episodi, 1997-1999), interpretata da Monica McSwain.
- Jeremy Davis (4 episodi, 1997-1999), interpretato da Usher.
- Chris (4 episodi, 1997-1998), interpretato da Bo Sharon.
- Aaron (4 episodi, 1998-1999), interpretato da Brandon Quintin Adams.
- Marco (4 episodi, 1998), interpretato da Dante Basco.
- Brenda (4 episodi, 2000-2001), interpretata da Bree Turner.
- Patience (4 episodi, 2000), interpretato da Master P.
- Barbara Lee (4 episodi, 2001), interpretata da Olivia Brown.

## Produzione
La serie, ideata da Vida Spears, Ralph R. Farquhar e Sara V. Finney, fu prodotta da Big Ticket Television, Jump at the Sun Productions, Regan-John Productions e Saradipity Productions e girata negli studios della Columbia/Sunset Gower a Hollywood in California. Le musiche furono composte da Kurt Farquhar.

### Registi
Tra i registi sono accreditati:
- Henry Chan in 20 episodi (1996-2001)
- Terri McCoy in 6 episodi (1996)
- Ted Lange in 5 episodi (1996-2000)
- Stan Lathan in 5 episodi (1996-1999)
- Erma Elzy-Jones in 5 episodi (1997-2000)
- Ken Whittingham in 4 episodi (1998-2001)
- Shirley Jo Finney in 3 episodi (1997-1998)
- William Allen Young in 3 episodi (1999-2000)
- Tony Singletary in 2 episodi (1998-1999)

### Sceneggiatori
Tra gli sceneggiatori sono accreditati:
- Silvia Cardenas Olivas in 11 episodi (1996-2000)
- Demetrius Andre Bady in 10 episodi (1996-2001)
- T. Smith III in 6 episodi (1996-2000)
- James E. West II in 6 episodi (1996-2000)
- Ralph Farquhar in 4 episodi (1996-1999)
- Sara V. Finney in 4 episodi (1996-1999)
- Vida Spears in 4 episodi (1996-1999)
- Warren Hutcherson in 4 episodi (1999-2000)
- Chandra D. Martin in 4 episodi (2000-2001)
- Fred Johnson in 3 episodi (1996-1999)
- Ron Neal in 3 episodi (1996-1998)
- Cynthia R. Harris in 3 episodi (2000-2001)
- Raynelle Swilling in 3 episodi (2000-2001)
- Beverly D. Hunter in 3 episodi (2000)
- Mara Brock Akil in 2 episodi (1996-1998)
- Calvin Brown Jr. in 2 episodi (1996-1997)
- Felicia D. Henderson in 2 episodi (1996-1997)
- Jacque Edmonds in 2 episodi (1999-2000)
- Lamont Ferrell in 2 episodi (2000-2001)
- Norman Vance Jr. in 2 episodi (2000-2001)

## Distribuzione
La serie fu trasmessa negli Stati Uniti dal 23 gennaio 1996 al 14 maggio 2001 sulla rete televisiva UPN.
In Italia la serie viene trasmessa su Canale 8.
Alcune delle uscite internazionali sono state:
- negli Stati Uniti il 23 gennaio 1996 (Moesha)
- nel Regno Unito il 4 novembre 1996
- in Islanda il 18 marzo 1998
- in Francia il 3 ottobre 1998 (Moesha)
- in Finlandia il 1º giugno 1999
- in Spagna
- in Italia il 24 dicembre 2024

## Episodi
| Stagione         | Episodi | Prima TV USA | Prima TV Italia |
| ---------------- | ------- | ------------ | --------------- |
| Prima stagione   | 14      | 1996         | inedita         |
| Seconda stagione | 24      | 1996-1997    | inedita         |
| Terza stagione   | 23      | 1997-1998    | 2024            |
| Quarta stagione  | 22      | 1998-1999    | inedita         |
| Quinta stagione  | 22      | 1999-2000    | inedita         |
| Sesta stagione   | 22      | 2000-2001    | inedita         |